# European Association of Research and Technology Organisations
Die European Association of Research and Technology Organisations (EARTO) mit Sitz in Brüssel ist ein Dachverband europäischer Organisationen für Forschung und Technologie, in dem sich die Interessen von knapp 100 industrienahen Forschungseinrichtungen und -organisationen aus 17 Ländern Europas bündeln.
Die deutsche Arbeitsgemeinschaft industrieller Forschungsvereinigungen (AiF) gehört zu ihren Gründungsmitgliedern. Auch die entsprechende österreichische Institution, der Verein Austrian Cooperative Research, ist Mitglied bei EARTO.